# Tommaso Rocchi
Tommaso Rocchi (Velence, 1977. szeptember 19. –) olasz válogatott labdarúgó.
Erősségei: cselezés, gyorsaság, fordulékonyság, helyzetfelismerő képesség, lövéspontosság. 2013. január 2-án az FC Internazionale igazolta le fél évre. 2014 augusztus 22-én hivatalosan bejelentették, hogy december 31-éig a magyar élvonalban szereplő Szombathelyi Haladáshoz igazol, majd megfordult az NB III-as Tatabányánál is.

## Mérkőzései az olasz válogatottban
| #  | Dátum               | Ellenfél        | Eredmény | Kiírás              | Esemény |
| -- | ------------------- | --------------- | -------- | ------------------- | ------- |
| 1. | 2006. augusztus 16. | Horvátország    | 0 – 2    | barátságos mérkőzés | 58'     |
| 2. | 2006. november 15.  | Törökország     | 1 – 1    | barátságos mérkőzés | 57'     |
| 3. | 2007. június 2.     | Feröer-szigetek | 2 – 1    | Eb-selejtező        | 86'     |

## Sikerei, díjai
- Lazio
  - Olasz kupa: 2008–09
  - Olasz szuperkupa: 2009